# MD エクスプローラー
MD エクスプローラー
朝日新聞社のMD902「あさどり」(JA01AP)
- 用途：汎用
- 分類：ヘリコプター
- 製造者：MDヘリコプターズ
- 初飛行：1992年12月18日[1]
- 運用状況：現用

MD エクスプローラー (MD Explorer) は、MDヘリコプターズが生産する多目的双発ヘリコプターである。1990年代初頭にマクドネル・ダグラス・ヘリコプターシステムズ（現MDヘリコプターズ）によって設計された。原型のMD 900と後継機のMD 902の2形式がある。

## 設計と開発
MD エクスプローラー軽量双発ヘリコプターは最初の新規設計のノーターシステム搭載機である。マクドネル・ダグラス・ヘリコプターズはエクスプローラーをMDXとして1989年1月に発表した。1号機（N900MD）の初飛行は、1992年12月18日に同社のメサ工場行われた。1994年12月にPW206Bを動力とする最初のMD900が認証を取得した。

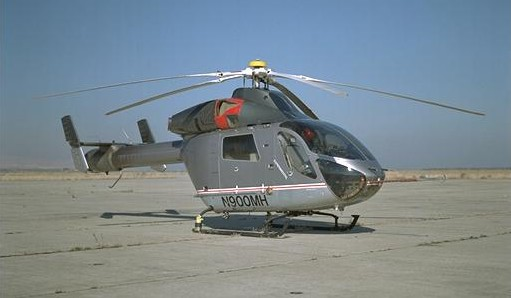
MD 900 (N900MH) ヘリコプター騒音防止試験

最も先進的なヘリコプターのひとつで、MDエクスプローラーはボーイングの唯一のノーター反トルクシステムを装備することによって安全性、操縦性が向上し、反トルク源のテールローター翼端から発生する渦流に起因する騒音が防げる。テールブーム基部に内蔵されたファンの送風をテールブーム末端部のスラスターから噴出させることと、テールブーム途中の溝から吹き出させる風によるコアンダ効果によりヨーコントロールを行う。
元々は前身のヒューズ・ヘリコプターズ社が開発して、後にヘリコプターの事業を引き継いだマクダネル社を1990年代に買収したボーイングは1999年初頭にマクダネルダグラスの民間ヘリコプター部門であるMDヘリコプターにノーター技術を供与した。
同様にエクスプローラーの特徴として、先進的なベアリングレス（可動関節部の無い）5枚ブレードの複合材製メインローターと、炭素繊維製のテール・胴体も挙げられる。
初期のエクスプローラーは双発のプラット・アンド・ホイットニー・カナダ製のPW206As（エクスプローラーは最初のプラット・アンド・ホイットニー・カナダ PW200シリーズ搭載機になった）を搭載したが、後にフランスのチュルボメカのチュルボメカ アリウスが選択肢に加えられたが外された 。尚、トランスミッションは日本の川崎重工業ガスタービン・機械カンパニー（明石工場）が開発・供給している。

## 運用
ノーターを採用していることもあり振動が少なく、日本では振動を嫌うドクターヘリやTV局の報道ヘリに多く採用されている。
振動が少ないこと以外にドクターヘリに採用される理由に、救助作業員や周囲の人間がテイルローターに接触する危険性の回避、及びテイルローターに起因した騒音が低減されるという理由もある。
軍用機としてはアメリカ沿岸警備隊がMH-90エンフォーサーの名称でテスト運用した。これは、不審船の発見と制圧のタイムラグの解消を図ったもので、M240機関銃や監視カメラを搭載した軽武装ヘリコプターであった。このほか、メキシコ海軍が少数を運用している。武装を可能にしたコンバット・エクスプローラーも開発されたが、今のところ採用者は現れていない。

## 性能・主要諸元 (MD 902)
- 乗員: 1-2名
- 乗客: 6-7名
- 全長: 30 ft 10 in から 32 ft 2 in (9.4 m から 9.8 m)
- 主回転翼直径: 33ft 10 in (10.3)
- 全高: 8 ft 6 in - 11 ft 2 in (2.6 m - 3.4 m)
- 自重: 1,975 lb (896 kg)
- 最大離陸重量: 6,250 lb (または 6,500 lb テールブーム進展時) (2,835 kg)
- 発動機: プラット・アンド・ホイットニー・カナダ PW207E ターボシャフト, 477 kW (640 shp) 2基
- 超過禁止速度: 152 knots=M0.23 (175 mph, 282 km/h)
- 巡航速度: 135 knots=M0.20 (155 mph, 250 km/h)
- 航続距離: 267 miles (430 km)
- 飛行高度: 15,994 ft (4,875 m)
- 上昇率: 2,067 ft/min (10.5 m/s)

## 登場作品

### 映画・テレビドラマ
『コード・ブルー -ドクターヘリ緊急救命-』
TVドラマ版の全シーズンと映画版にドクターヘリ仕様のMD 902が登場。主人公たちを事故現場まで輸送し、負傷者を病院へ救急搬送する。
撮影には、朝日航洋が所有する実物のドクターヘリ(JA6790)が使用されている。
『ソードフィッシュ』
ガブリエルの逃走用ヘリとして登場

### 小説
『制圧攻撃機突撃す 黄金郷を探索せよ』
作中に友坂昭彦一尉が機長を務める陸上自衛隊のコンバットエクスプローラーが登場。一二.七ミリ機銃や七十ミリロケット弾を搭載しており、発砲もしている。